# 淡红啄花鸟
淡红啄花鸟（学名：Dicaeum erythrothorax），是啄花鸟科啄花鸟属的一种，为印度尼西亚的特有种。该物种的保护状况被评为无危。
淡红啄花鸟的平均体重约为9.0克。栖息地包括亚热带或热带的湿润低地林、亚热带或热带的（低地）湿润疏灌丛和河流、溪流。